# Turhan Baytop
Turhan Baytop (Üsküdar, 1920 - 2002) was een Turkse botanicus.
Baytop studeerde in 1948 af aan de Eczaci Okulu ('school van farmacie') in Istanboel. In 1948 promoveerde hij hier op fytochemisch onderzoek van Ephedra. In 1951 en 1952 studeerde hij aan de faculteit farmacie in Parijs. In 1963 werd hij hoogleraar in de farmacognosie aan de İstanbul Üniversitesi, de universiteit in Istanbul. Tussen 1963 en 1987 was hij vijf keer decaan van de faculteit farmacie. In 1987 ging hij met emeritaat.
Baytop verzamelde meer dan tienduizend gedroogde plantenspecimens die zijn opgenomen in het herbarium van de İstanbul Üniversitesi. Ook doneerde hij specimens aan de herbaria van de Royal Botanic Gardens, Kew en de Royal Botanic Garden Edinburgh.
Baytop was gespecialiseerd in de toepassingen van planten uit Turkije. Met name planten met medicinale waarde als Colchicum, Digitalis en Papaver hadden zijn interesse. Ook was hij gespecialiseerd in bolgewassen uit de leliefamilie, de lissenfamilie en de narcisfamilie.
Baytop publiceerde zestien boeken. De boeken behandelden onderwerpen als giftige planten uit Turkije, farmacognosie, de geschiedenis van de farmacie in Turkije, een woordenboek van plantennamen uit Turkije, rozen die werden gekweekt in Istanbul en bolgewassen uit Turkije. Tevens schreef hij meer dan honderd wetenschappelijke artikelen, die werden gepubliceerd in nationale en internationale tijdschriften.
Deel acht van het elfdelige Flora of Turkey werd door Peter Hadland Davis in 1984 aan het echtpaar Baytop opgedragen. Allium baytopiorum, Astragalus baytopianus, Colchicum baytopiorum, Crocus baytopiorum, Galium baytopiorum, Nepeta baytopii en Stachys baytopiorum zijn planten die naar Baytop individueel of het echtpaar Baytop zijn vernoemd.
Turhan Baytop was getrouwd met Asuman Baytop, die eveneens hoogleraar was. Ook hun dochter Feza (Baytop) Günergun is hoogleraar.